# Sakakah
Sakakah (tiếng Ả Rập: سكاكا) là một thành phố tại miền tây bắc của Ả Rập Xê Út, đây là thủ phủ của vùng Al Jawf. Thành phố nằm ngay phía bắc của hoang mạc An Nafud. Sakakah có dân số 242.813 người theo điều tra nhân khẩu vào năm 2010.
Sakakah là một đô thị ốc đảo nằm trên các tuyến lữ hành qua bán đảo Ả Rập. Lịch sử của Al-Jawf có niên đại hơn bốn nghìn năm. Địa phương có nhiều di tích khảo cổ học lịch sử và tiền sử như thành và giếng Za'bal, thánh đường Omar ibn Al-Khattab, nằm tại Dowmat Al-Jandal và thành Mard (ngay phía nam của Sakaka). Ngoài ra còn có đá dựng Rajajil cổ đại tại Sakaka, có niên đại gần 6.000 năm.
Trong thời gian gần đây, chính phủ Ả Rập Xê Út cung cấp nhiều tài chính hơn cho vùng Al-Jawf, đặc biệt là tại Sakaka nhằm hy vọng phát triển vùng thiếu thốn về kinh tế này. Do đó, thành phố có nhiều toà nhà chính phủ, trường học và bệnh viện mới, được xây dựng cạnh các tàn tích đổ nát của các toà nhà cổ hơn. Một đặc điểm chính của thành phố là Đại học Al Jouf (Jami'at Al-Jawf) được mở rộng nhanh chóng, trường được thành lập vào năm 2005. Một dự án lớn là Thành phố Y tế Hoàng tử Muhammed Bin Abdulaziz với 1.000 giường bệnh. Chính quyền hy vọng Đại học Al Jouf sẽ trở thành một trụ cột cho tiến bộ xã hội, văn hoá và tri thức tại Ả Rập Xê Út. Thành phố có một số trường học công lập và một số trường học tư thục.. Thành phố có sân bay Al-Jawf với các chuyến bay nội địa và đến một số thành phố lớn tại Trung Đông.
Al-Jawf nổi tiếng nhờ nguồn nước phong phú cho nông nghiệp, tạo khả năng trồng trọt chà là và ô liu, cũng như các nông sản khác. Số lượng nông trại là khoảng 16.000, và các dự án nông nghiệp là khoảng 1.500. Thành phố có một số nông trại kinh doanh nông nghiệp như Watania, nông trại hữu cơ lớn nhất trong vương quốc. Đất nông nghiệp phì nhiêu của vùng Al-Jawf phần lớn là nhờ vào nước ngầm, thu hút người của Quốc vương Abdul Aziz. Họ được cử đến Sakaka, Dumat Al-Jandal và Qurayat, yêu các bộ lạc địa phương gia nhập vương quốc mới thánh lập. Sakaka có nhiều gia tộc Ả Rập Xê Út là hậu duệ của một vài bộ lạc lớn và cổ xưa từng thống trị khu vực từ thời xa xưa.

## Khí hậu
Theo phân loại khí hậu Köppen thì thành phố có khí hậu hoang mạc nóng (BWh).
| Dữ liệu khí hậu của Sakaka (1985–2010)  | Dữ liệu khí hậu của Sakaka (1985–2010) | Dữ liệu khí hậu của Sakaka (1985–2010) | Dữ liệu khí hậu của Sakaka (1985–2010) | Dữ liệu khí hậu của Sakaka (1985–2010) | Dữ liệu khí hậu của Sakaka (1985–2010) | Dữ liệu khí hậu của Sakaka (1985–2010) | Dữ liệu khí hậu của Sakaka (1985–2010) | Dữ liệu khí hậu của Sakaka (1985–2010) | Dữ liệu khí hậu của Sakaka (1985–2010) | Dữ liệu khí hậu của Sakaka (1985–2010) | Dữ liệu khí hậu của Sakaka (1985–2010) | Dữ liệu khí hậu của Sakaka (1985–2010) | Dữ liệu khí hậu của Sakaka (1985–2010) |
| Tháng                                   | 1                                      | 2                                      | 3                                      | 4                                      | 5                                      | 6                                      | 7                                      | 8                                      | 9                                      | 10                                     | 11                                     | 12                                     | Năm                                    |
| --------------------------------------- | -------------------------------------- | -------------------------------------- | -------------------------------------- | -------------------------------------- | -------------------------------------- | -------------------------------------- | -------------------------------------- | -------------------------------------- | -------------------------------------- | -------------------------------------- | -------------------------------------- | -------------------------------------- | -------------------------------------- |
| Cao kỉ lục °C (°F)                      | 30.3 (86.5)                            | 32.6 (90.7)                            | 36.3 (97.3)                            | 40.4 (104.7)                           | 42.6 (108.7)                           | 45.0 (113.0)                           | 47.0 (116.6)                           | 46.7 (116.1)                           | 45.2 (113.4)                           | 40.2 (104.4)                           | 40.4 (104.7)                           | 30.0 (86.0)                            | 47.0 (116.6)                           |
| Trung bình ngày tối đa °C (°F)          | 15.7 (60.3)                            | 18.4 (65.1)                            | 23.0 (73.4)                            | 29.1 (84.4)                            | 34.2 (93.6)                            | 38.3 (100.9)                           | 39.9 (103.8)                           | 40.7 (105.3)                           | 37.7 (99.9)                            | 31.8 (89.2)                            | 23.7 (74.7)                            | 17.6 (63.7)                            | 29.2 (84.6)                            |
| Trung bình ngày °C (°F)                 | 9.7 (49.5)                             | 12.1 (53.8)                            | 16.4 (61.5)                            | 22.3 (72.1)                            | 27.4 (81.3)                            | 31.2 (88.2)                            | 32.8 (91.0)                            | 33.4 (92.1)                            | 30.3 (86.5)                            | 24.7 (76.5)                            | 17.2 (63.0)                            | 11.4 (52.5)                            | 22.4 (72.3)                            |
| Tối thiểu trung bình ngày °C (°F)       | 3.9 (39.0)                             | 5.7 (42.3)                             | 9.3 (48.7)                             | 14.6 (58.3)                            | 19.6 (67.3)                            | 22.7 (72.9)                            | 24.4 (75.9)                            | 24.9 (76.8)                            | 21.9 (71.4)                            | 17.4 (63.3)                            | 10.9 (51.6)                            | 5.6 (42.1)                             | 15.1 (59.2)                            |
| Thấp kỉ lục °C (°F)                     | −6.0 (21.2)                            | −7.0 (19.4)                            | 0.0 (32.0)                             | 1.0 (33.8)                             | 11.0 (51.8)                            | 15.0 (59.0)                            | 17.0 (62.6)                            | 18.8 (65.8)                            | 2.0 (35.6)                             | 9.0 (48.2)                             | −1.4 (29.5)                            | −4.4 (24.1)                            | −7.0 (19.4)                            |
| Lượng Giáng thủy trung bình mm (inches) | 13.2 (0.52)                            | 6.4 (0.25)                             | 5.9 (0.23)                             | 5.0 (0.20)                             | 1.8 (0.07)                             | 0.0 (0.0)                              | 0.0 (0.0)                              | 0.1 (0.00)                             | 0.6 (0.02)                             | 6.5 (0.26)                             | 7.2 (0.28)                             | 9.6 (0.38)                             | 56.3 (2.22)                            |
| Số ngày giáng thủy trung bình           | 6.5                                    | 4.9                                    | 4.6                                    | 3.0                                    | 1.7                                    | 0.0                                    | 0.0                                    | 0.2                                    | 0.6                                    | 4.0                                    | 4.2                                    | 3.9                                    | 33.6                                   |
| Độ ẩm tương đối trung bình (%)          | 57                                     | 45                                     | 35                                     | 27                                     | 19                                     | 15                                     | 16                                     | 16                                     | 19                                     | 28                                     | 41                                     | 53                                     | 31                                     |
| Nguồn: Jeddah Regional Climate Center   |                                        |                                        |                                        |                                        |                                        |                                        |                                        |                                        |                                        |                                        |                                        |                                        |                                        |